# پرویز سروری
پرویز سروری (زادهٔ ۵ اسفند ۱۳۳۷) نظامی و سیاستمدار ایرانی است. او نماینده حوزه انتخابیه تهران، ری، شمیرانات و اسلامشهر در دوره هفتم مجلس شورای اسلامی بوده است. وی پیش‌تر در دوره هشتم نیز عضو این مجلس بود. همچنین وی عضو چهارمین دوره شورای اسلامی شهر تهران (۱۳۹۲ تا ۱۳۹۶) بوده است و هم‌اکنون عضو دوره ششم این شورا و پس از علیرضا احمدی در ششمین دوره شوراهای اسلامی شهر و روستا به‌عنوان ششمین رئیس شورای عالی استان‌ها انتخاب شد.